# 殿様のフェロモン
『殿様のフェロモン』（とのさまのフェロモン）は、フジテレビ系列で1993年10月16日から1994年3月26日まで放送されていたお色気バラエティ番組である。『めちゃ²イケてるッ!』の前身番組の一つ。生放送と録画放送を使い分けて放送された。略称は『殿フェロ』。毎週日曜日 1:30 - 3:00（土曜深夜、JST）に放送されていた。番組のタイトルは、当時放送作家になったばかりであった岩崎夏海が考案した。

## 概要
フジテレビの吉田正樹班制作。番組構成やスタジオ配置は『オールナイトフジ』をほぼ踏襲した形となっていた。
『とぶくすり』の流れを汲み、後に『めちゃ²モテたいッ!』、『めちゃ²イケてるッ!』を生み出す「おだいばZ会」のスタッフが制作する番組であった。
番組開始当初はコーナー主体で進行していたが、担当ディレクター2人の嗜好により、中期から末期にかけてはエロ（佐久間）とドッキリ（片岡）が番組を占めるようになっていった。中でもAV女優が多数参加した『快感!ハケ水車が回っているのは誰だ?クイズ』は過激かつ卑猥なコーナーとして当時の話題となり、放送時間帯が深夜にもかかわらず視聴率5%から6%を記録して、お色気番組では異例の大ヒットをした。
しかし、番組としては約半年、放送回数全20回（うち3回は「とぶくすりスペシャル」を放送していたため、通常のスタイルでの放送は全17回）をもって打ち切りとなった。お色気番組としてヒットし過ぎたことが原因で打ち切りとなったのは『ギルガメッシュないと』に近いケースであった。
番組の放送形態については、基本的に生放送で制作されていたものの、生放送の約2時間前に「似生放送（録って出し）形式で収録したり、放送前週もしくは前々週の生放送前に事前収録するなど、生放送ではない回も数回あった。最終回も放送数時間前の20時から録って出し形式で収録されていた。ちなみに、最終回は使用スタジオを当時の河田町本社・第6スタジオに変更し、セットも温泉旅館の宴会場をモチーフにしたものに変更して収録された。
番組レギュラーとして「フェロモンズ」と呼ばれた女性陣の存在がある。出演していたのは主にモデルやレースクイーン、AV女優がほとんどで、「一般視聴者」が実際に応募して出演した例は少なかった。他には水商売関係の女性も含まれていたという。番組内ではフェロモンズの派閥や人間関係についても面白おかしく触れられることが複数あり、また番組内容とも相まって、入れ替わりが激しかった。番組初回から最終回まで出演した者がいた一方、1、2週で降板してしまった者もおり、その入れ替わりの早さについても同様に面白おかしく触れられていた。
また、内容がバラエティよりもエロに傾いていったこともあり、最終回のエンディングではMCのひとりであった女優の常盤貴子が「もうバラエティに出る事はない」と発言していた。しかし1995年1月1日に、『殿様のフェラーリ』として1日だけ復活した際は、当時すでに多くの連続ドラマで活躍していたにもかかわらず、今田耕司、東野幸治らと共に再び司会を務めている。

## 出演者

### 司会者陣
- 中山秀征
- 常盤貴子
- 今田耕司
- 八木亜希子（当時フジテレビアナウンサー） - 前番組『ASOCO』から続投。1994年1月23日放送分（この日は事前収録回）をもって降板し、翌週からプロ野球ニュースの土日キャスターへ異動（4月から放送を開始しためざましテレビの準備も兼ねた）。

### レギュラー陣
「おだいばZ会」のメンバーは『とぶくすり』から続投し、『とぶくすりZ』、『めちゃ²モテたいッ!』、『めちゃ²イケてるッ!』に引き続き出演（本田は『とぶくすりZ』まで）。なお、番組内ではこの「おだいばZ会」とアンバランスをまとめて「殿フェロお笑い軍団」と総称し、紹介していた。
おだいばZ会
- ナインティナイン（岡村隆史・矢部浩之）
- よゐこ（濱口優・有野晋哉）
- 極楽とんぼ（加藤浩次・山本圭壱）
- 本田みずほ
- 光浦靖子

フェロモンズ
- 番組初期の出演
  - 夏観享子
  - 杉本まり
  - 長嶋織江
  - 相沢紀美

- 初回から最終回まで出演
  - 岩本麻里
  - 藤田直美
  - 細谷宏美（藤谷ひとみ）
  - 松本梨沙
  - 松川奈央
  - 上白土奈緒子（麻丘実希）
  - 松原佳子

ほか
その他レギュラー・準レギュラー
- アンバランス（黒川忠文・山本栄治）
- 千葉麗子
- 武田真治 - 本番組終了後に上記の「おだいばZ会」に合流し、現在に至る。
- キーラ（長身の女性モデル3人からなるユニット）- 第1回 - 第9回まで出演。

コメンテーター
- ナンシー関 - 電話での出演。途中降板。

## 主なコーナー
快感!ハケ水車が回っているのは誰だ？クイズ
高速で回るハケのついた水車をAV女優の股間に当て、悶えさせるコーナー。1993年のレギュラー放送時は第2回放送では4本だったのが回を増すごとにハケが8本（第9回）・16本（第11回）と増え、4年後の1998年に放送された『27時間テレビ』では発水機能が、さらに2001年の27時間テレビではバイブレーター機能が付いた「スーパーDXハケ水車ウェッティ・マナーモード21」にパワーアップした。このようにハケ水車がどんどんパワーアップを重ね、女優の反応が芝居の域を超えてしまい、もはやまったくクイズにならなくなっていた（フルパワー時の反応が正解の1名のみ違いすぎるため）。特に発水機能は誰のハケ水車が動いているか一目瞭然となっており、クイズとしての正解率は100%になってしまった。アダルトビデオではないという意向から、フルパワーで回転する時間は少なくいわゆる絶頂をさせないよう調整してある。女優のアクションもマイクや自分の指をしゃぶったり淫語を連発したりと暴走気味であった。ちなみに1998年放送の『27時間テレビ』では正解発表時、解答者に水が飛び出るハプニングが起きている。出演していたAV女優の衣装だが、当初はハイレグ、ビキニなどの水着やボディコンなどを着用していたが、2011年の『FNS27時間テレビ』では諸事情からAV女優の肌の露出を極力抑えたり、フルフェースのヘルメット（顔を隠すと同時に女優のアクションを抑える役割がある）を着用するなどしていた。なお、2011年の復活時、ゲスト出演していた岩崎夏海が、自らの発案で作られたコーナーであったことを明かしている。
フェロモンズ家庭訪問
一人暮らしのフェロモンズの自宅を今田が訪れるコーナー。インテリアはもちろん、下着や水着など、部屋の中を実況した。
クイズ土地の差なんて
『クイズ!年の差なんて』のパロディ形式で、関東芸人と関西芸人がクイズで対決。
大ドラマダイジェスト
前番組『ASOCO』より継承。フジテレビの月9・水9・木10ドラマ本編を1分間の早回し映像と大まかなストーリー説明で振り返り、ナンシー関が辛口に批評する。コーナーとしては第3回（1993年11月7日）で終了し、翌週及び翌々週はナンシー関と電話を繋ぎ、中山秀征個人への批評をするという内容に変わった。
どっきりシリーズ
- 中山秀征 - よゐこの2人とゲストの山田雅人によって、愛車のドアなどを破壊された（第10回放送）、など。
- 今田耕司 - 東京の自室を生中継で訪問（第1回放送）。ナインティナインが、ゲストとして呼ばれた母親の前で、自室のマンガや洗濯物などにいたずらをする様子を生中継[注 5]。第5回放送では楽屋での様子を隠し撮りされている。
- 常盤貴子 - インタビューどっきり（第15回放送）。スタッフから放送時間が変更になったと嘘をつかれ、その時間に別室でインタビューを受けている様子を生中継。
- 八木亜希子 - アナウンス室抜き打ち訪問（第8回放送）。ナインティナインに自分のデスクを荒らされ、口紅で遊ばれ、岡村には愛用の歯ブラシで歯を磨かれてしまった。
- フェロモンズ - 抜き打ち持ち物検査（複数回）。ナインティナインや極楽とんぼがフェロモンズの控え室を抜き打ち訪問、一部メンバー（極楽とんぼの回では中山秀征も）のカバンの中身を公開。
- 片岡飛鳥（当時番組ディレクター） - 抜き打ち自宅訪問（第9回放送）。これまでのドッキリ報復の意味で、ナインティナインと八木が自宅を訪問。愛車に傷を付けられたほか、自室のドアをバズーカで破壊され、部屋を荒らされた。
- 吉田正樹（当時番組プロデューサー） - 私物の革ジャンをバズーカで燃やされた（第10回放送）。燃やしたのは岡村とフェロモンズの藤田直美。

## 主な番組オープニング、エンディング曲
- 「そのキスが欲しい」（沢田研二）

第1回、第2回のエンディング曲及び第3回 - 第13回のオープニング曲。
- 「上・京・物・語」（シャ乱Q）

第14回 - 最終回のオープニング曲。最終回は生演奏。
- 「愛されたくて」（山崎亜弥子）

第3回、第5回 - 第6回のエンディング曲。
- 「泣くわ」（キーラ）

第8回 - 第9回のエンディング曲。
- 「アンバランスなKissをして」（高橋ひろ）

第14回 - 第17回のエンディング曲。当時フジテレビで放送されていた『幽☆遊☆白書』のエンディング曲でもあった。

## エピソード
- この番組は、プロデューサーの吉田正樹が担当していた『ウッチャンナンチャンのやるならやらねば!』が収録時の事故により急遽打ち切られた直後にスタートした番組で、「ここまで弾けた番組を作ったのは、抜け殻の状態だったからかもしれない」と著書で述懐している[1]。
- 毎週の放送終了後は、フジテレビ（当時・新宿区河田町）のすぐ近くにあった、おでん居酒屋「喜作」で打ち上げをするのが恒例であった。番組放送中にもかかわらず、前に出て行こうとしないナインティナインの2人を見たプロデューサーの吉田正樹から、この打ち上げの場で何度も注意を受けたと、ナインティナインの岡村が述懐している。また、当時のナインティナインの2人は、翌朝から別の出演番組の収録があったにもかかわらず、深夜まで打ち上げにつきあうことになるのが嫌だったとも述懐している。
- 当番組終了後の4月から放送された『ゲッパチ!UNアワー ありがとやんした!?』は、当番組とほぼ同じスタッフで制作されている。
- 番組開始から数回（番組初回翌週や最終回前週など）、放送が休止されることがあったが、フジテレビ内の放送設備メンテナンス（整備や更新など）により、放送終了時間を早めて作業時間を確保する目的であったという。
- 通常生放送のこの番組が事前収録[2]となった回が数回あるが、そのうち最終回の事前収録（生放送数時間前に収録）は、直前番組となるプロ野球ニュースに出演していた八木亜希子を当番組に出演させるための配慮でもあった。

### 今田耕司と中山秀征をめぐるエピソード
- 2011年の『FNS27時間テレビ』や2024年に配信された関根勤の公式YouTube番組[3]などでの中山、今田らの発言によると、当時は中山と今田の仲は決して良くなかったという。それは番組開始にあたって双方の番組や出演者に対する受け取り方の違いがあったからという。
- 中山は当時テレビ番組に数多く出演していた売れっ子であった[3]。番組開始に当たって、中山は当時の番組プロデューサーであった吉田から「『オールナイトフジ』の後継番組をやる」「可愛い女の子をいっぱい呼んで、お酒を飲みながら出演するような気楽な番組[3]」と聞いていた。その一方、今田は当時、関東のテレビレギュラー番組は『ダウンタウンのごっつええ感じ』程度で、売れるために必死だったという。
- このように双方のモチベーションが異なっていたため、すれ違いが生じていた[4]。今田は当時を振り返り「番組内は『戦い』だった」と語り、中山も「こっちがプロレスで挑もうと思ったら、相手はUWFだった」と例えている[3][注 7]。当時は中山、今田は一緒に飲みに行くこともなく、番組終了後も約17年間プライベートでの交流は無いままだった。中山の欠席時にメイン司会を代行した今田は中山との微妙な関係を隠すことなく番組内でネタにしていた。
- その後、2011年にザブングル・松尾陽介の仲介により、中山と今田は初めて一緒に飲みに行くことになる。その席で、当時のお互いの想いを吐露しあい、和解に至ったとされている[3][4]。
- 中山と今田による和解から2年後、週刊誌『女性自身』内の「中山秀征の『語り合いたい人』」のコーナーに今田が出演し、当時のことを振り返りながら対談した様子が記載されている。その際に語ったのが、番組に対するスタンスの違いが生じた今田は後に考えを改め「『ラジかるッ』はむちゃくちゃ面白い番組だったのに、なんで終わったんだろうね」「いま考えたら、あの当時（『殿様のフェロモン』の頃）からテレビのことをわかってたのはヒデさんだった[3]。今の自分だったら理解できるけど、あの当時はまったく理解できてなかったんだよ」「『あのときの俺は間違ってた』って今はハッキリ思う」「当時いちばんスターの秀ちゃんが、いちばん被害を受けたと思う。ほんまに申し訳ないとしか言いようがない」と反省の弁を語っている[5]。

## スタッフ
最終回時点（1994年3月26日）
- 構成：清水東、城戸口寛、安達元一、伊藤正宏、高橋裕幸、小川浩之、岩崎夏海、小原信治、鈴木淳
- SW：藤本敏行、谷古宇利勝
- カメラ：河西純
- VE：田畑司
- 音声：石井信二、森田篤
- 照明：渡辺啓史
- PA：杉本武利（サンフォニックス）
- 音響効果：志田博英、笠松広司（当時O・C・B）
- 音楽：三浦俊一
- TK：山口美香
- 編集：中根敏晶・吉原裕司（パッチワーク）
- 美術制作：永本允
- デザイン：石森慎司
- 美術進行：堀部信行
- 大道具：毛利彰
- 装飾：蓮井祥秀
- 持道具：柏倉友子
- 衣装：土田清
- メイク：海老原直子
- かつら：太田修
- 電飾：森智
- アクリル装飾：村田誠司
- 生花装飾：吉田優子
- 植木装飾：森慶申
- 視覚効果：山之内健
- タイトル：岩崎光明
- アートフレーム：近藤和茂
- 電子タイトル：早川清仁
- CG：岩下みどり
- 技術協力：ニユーテレス
- 協力：TOWER RECORDS
- ディレクター：佐久間茂、片岡飛鳥、北村要[注 8]
- プロデューサー：吉田正樹
- 制作著作：フジテレビ